# Paul L. Mendy
Paul L. Mendy (* 24. September 1958 in Kunkujang; † 3. Juni 2013 in Serekunda) war Politiker im westafrikanischen Staat Gambia.

## Leben
Mendy wurde im März 2011 als Manager der Kanilai Farm, des Präsidenten Yahya Jammeh Landsitz in Kanilai, eingesetzt.
Anfang Juni 2013 verstarb Mendy im Serekunda Hospital in Serekunda-Kanifing, er wurde am 7. Juni mit einem Staatsakt in der Nationalversammlung geehrt, bevor er in seinen Heimatort Kunkujang überführt und dort bestattet wurde. Oppositionelle Medien berichteten, dass Mendy sich in Haft befand, als er starb. Ihm wurden angebliche finanzielle Veruntreuung im Kanilai Family Farm Ltd vorgeworfen.

## Politisches Wirken
| Parlamentswahl | Stimmen    | Stimmanteil |
| -------------- | ---------- | ----------- |
| 1997           | 7.888      | 59,18 %     |
| 2002           | einstimmig | gewählt     |
| 2007           | 6.172      | 49,94 %     |
| 2012           | einstimmig | gewählt     |

Bei den Parlamentswahlen 1997 trat er im Wahlkreis Kombo South als Kandidat der Alliance for Patriotic Reorientation and Construction (APRC) für einen Sitz in der Nationalversammlung an und gewann den Wahlkreis. Die Parlamentswahlen 2002 wurden von den Oppositionsparteien weitestgehend boykottiert, so gab es im Wahlkreis Kombo South keinen Gegenkandidaten der UDP, Mendy erlangte den Wahlkreis kampflos. 2007 verteidigte Mendy bei den Parlamentswahlen seinen Wahlkreis gegen den parteilosen Kandidaten Abdou Kolley; ohne Gegenkandidaten erlangte Mendy bei den Parlamentswahlen 2012 wieder ein Mandat für die Nationalversammlung.
Bis zum März 2012 gehörte Mendy mehreren Ausschüssen in der Nationalversammlung an, so unter anderem: für die Selbstverwaltung (engl. National Assembly Authority), den Geschäftsordnungsausschuss (engl. Public Appointments, Standing Orders Committee, Privileges and Ethics) und dem Ausschuss für Tourismus, Kultur und Sport (engl. Select Committee on Tourism, Arts, Culture, Youth and Sports). Ein weiteres Mandat hatte Mendy für das Parlament der Westafrikanischen Wirtschaftsgemeinschaft (ECOWAS), er war Führer dieser Delegation.

## Ehrungen
2010: Order of the Republic of The Gambia (Officer)